# Pachylia septentrionalis
Pachylia septentrionalis är en fjärilsart som beskrevs av Gehlen. 1944. Pachylia septentrionalis ingår i släktet Pachylia och familjen svärmare. Inga underarter finns listade i Catalogue of Life.